# Madrigál (trecento)
Trecento madrigál, 1300 és 1370 közötti olasz zenei műforma, többszólamú ének többnyire világi témákról. Jelentősen eltér a reneszánsz és korai barokk madrigáljaitól, ezekkel csak a neve azonos. A trecento madrigál nagyjából 1300 és 1370 között élte virágkorát, ezután 1400 körül tért még rövid időre vissza. Két, ritkábban három szólam kompozíciójából állt, néha egyházi témában. Francesco da Barberino 1300-ban a „nyers és kaotikus” jelzőkkel illette.

## Jelentős szerzők
A trecento madrigál jelentős zeneszerzői közé tartoznak a következők:
- Jacopo da Bologna
- Giovanni da Cascia
- Vincenzo da Rimini
- Maestro Piero
- Lorenzo da Firenze
- Niccolò da Perugia
- Francesco Landini
- Donato da Cascia

## Fordítás
- Ez a szócikk részben vagy egészben  a   Madrigal (Trecento) című angol Wikipédia-szócikk ezen változatának fordításán alapul.  Az eredeti cikk szerkesztőit annak laptörténete sorolja fel. Ez a jelzés csupán a megfogalmazás eredetét és a szerzői jogokat jelzi, nem szolgál a cikkben szereplő információk forrásmegjelöléseként.